# Ирод Филипп II
Ирод Филипп II (4 год до н. э. — 34 год н. э.) — правитель (тетрарх) Итуреи, Батанеи, Трахонитской области и Аврана (Южная Сирия), сын царя Ирода Великого и его пятой жены Клеопатры Иерусалимской. Филипп наследовал северную часть царства своего отца. Этот факт упоминается в Евангелии от Луки:

В пятнадцатый же год правления Тиверия кесаря, когда Понтий Пилат начальствовал в Иудее, Ирод был четвертовластником в Галилее, Филипп, брат его, четвертовластником в Итурее и Трахонитской области, а Лисаний четвертовластником в Авилинее, при первосвященниках Анне и Каиафе, был глагол Божий к Иоанну, сыну Захарии, в пустыне.
— Лк. 3:1
Женился на своей племяннице Саломее, дочери Иродиады.
Иосиф Флавий пишет про Филиппа следующее:
Секвестровав имущество Архелая и окончив перепись в тридцать седьмом году после поражения Антония Цезарем Августом при Акции, Квириний сместил первосвященника Иоазара за то, что он не поладил с народом, и назначил на его место Анана, сына Сефа. Ирод и Филипп получили каждый по предназначенной им тетрархии. Ирод затем окружил стенами Сепфорис, красивейший город всей галилейской страны, и посвятил его императору, а другой город, Вифарамфту, он также окружил стеною и назвал его в честь императрицы Юлиадою. Филипп, со своей стороны, отстроил расположенную у истоков Иордана Панеаду и назвал её Кесарией. Местечко Вифсаиду, расположенное у Генисаретского озера, он обратил в город, увеличив число жителей и снабдив его всем нужным, и назвал его Юлиадою в честь Юлии, дочери императора. 
Тогда же, на двадцатом году правления Тиберия, умер и брат тетрарха Ирода, Филипп, после того как в течение тридцати семи лет правил Трахоном, Гавланитидой и Батанеею. Его правление отличалось мягкостью и спокойствием. Он провёл всю жизнь в пределах подчинённой ему области. Когда ему случалось выезжать, он делал это в обществе нескольких избранных. При этом за ним всегда возили его кресло, сидя на котором, он творил суд. Если по пути к нему являлся кто-либо с жалобою, то он, недолго думая, тут же ставил кресло, садился на него и выслушивал обвинителя. Виновных он тут же подвергал наказанию и немедленно отпускал тех, кого обвинили несправедливо. Филипп умер в Юлиаде. Тело его был доставлен в мавзолей, который он сам заранее воздвиг для себя, и торжественно похоронен там. Так как Филипп не оставил после себя потомства, то Тиберий взял его область себе и присоединил её к Сирии. Впрочем, доходы с этой тетрархии он распорядился сохранить за нею.